# Gonzaga College (Dublin)
Pour les articles homonymes, voir Gonzaga (homonymie).
Gonzaga College est une institution éducative catholique pour garçons sise dans le quartier de  Ranelagh à Dublin en Irlande. Fondé en 1950, le collège - pour les niveaux secondaire et secondaire supérieur - est dirigé par les Jésuites. C'est l'un des cinq collèges secondaires jésuites d'Irlande. Le cursus est traditionnel, avec un large programme général de matières incluant le latin et le grec au cycle secondaire et la possibilité au cycle supérieur d'étudier huit matières pour le Leaving Certificate (Ireland) (en).
L'école porte le nom du jeune saint jésuite Louis de Gonzague (Gonzaga) italien, mort à Rome au service des pestiférés, et tire son emblème des armoiries de la Maison de Gonzague. L'école a une philosophie libérale, intellectuelle et a adopté le modèle pédagogique jésuite,,.
La cotisation annuelle pour l'année académique 2019-2020 est de 6 605 €.

## Campus
L'école est située à 4,4 km du centre-ville de Dublin sur un grand terrain comprenant une pelouse avec un terrain de cricket, des terrains de rugby à XV et des courts de tennis. Les bâtiments scolaires comprennent une bibliothèque, une chapelle, une tour de l'horloge, un théâtre, une résidence pour les Jésuites, un bloc scientifique et 84 salles de classe individuelles. L'architecture de l'école mélange des bâtiments modernes aux toits de cuivre avec des maisons d'époque plus anciennes. Certaines sections du terrain de l'école ont été vendues à des promoteurs de lotissements en 1984.
En 2007, l'école commence à travailler sur un important projet d'extension, augmentant la taille du bâtiment scolaire de 84%. Le nouveau bâtiment est ouvert aux étudiants pour l'année scolaire 2009-2010.

## Performance académique
'Gonzaga College' a une réputation d'excellence académique. Le recours à des examens pour sélectionner les élèves admissibles a été abandonné à la suite de l'intervention du gouvernement (l'État finance en partie l'école en payant la plupart des salaires des enseignants), bien que les garçons et les parents aient été interrogés. En 2018, c'est la meilleure école secondaire pour garçons d'Irlande en termes de pourcentage (85,9%) d'élèves qui ont accédé à l'université. En 2019, 36,1 % des étudiants sont allés à l'University College Dublin, tandis que 38,1 % ont sont allés à Trinity College et 19,6 % à la Technological University Dublin (en).
Les arts visuels, le théâtre et la musique sont mis en valeur dans le programme. Les élèves sont encouragés à étudier les langues classiques, latin et grec.

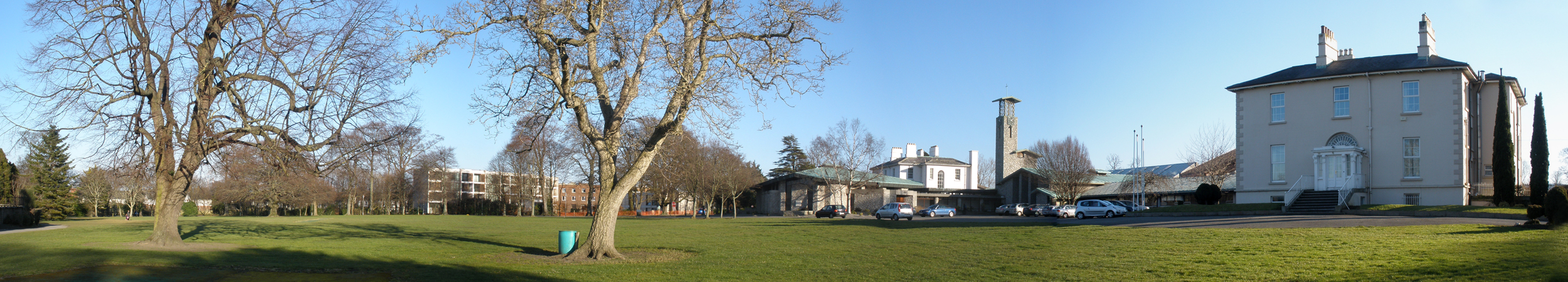
Le campus du 'Gonzaga College' à Ranelagh à Dublin.

## Sports et jeux
L'équipe d'échecs de l'école a connu une réussite particulière en remportant des prix nationaux et internationaux. Elle a notamment remporté des dizaines de titres du Leinster et de toute l'Irlande ainsi que la victoire du prestigieux Tournoi d'échecs Millfield International, qui s'est tenu dans le Somerset au Royaume-Uni en 1992, 1999, 2014, 2015, 2016, 2017, 2018 et 2019.

## Sports

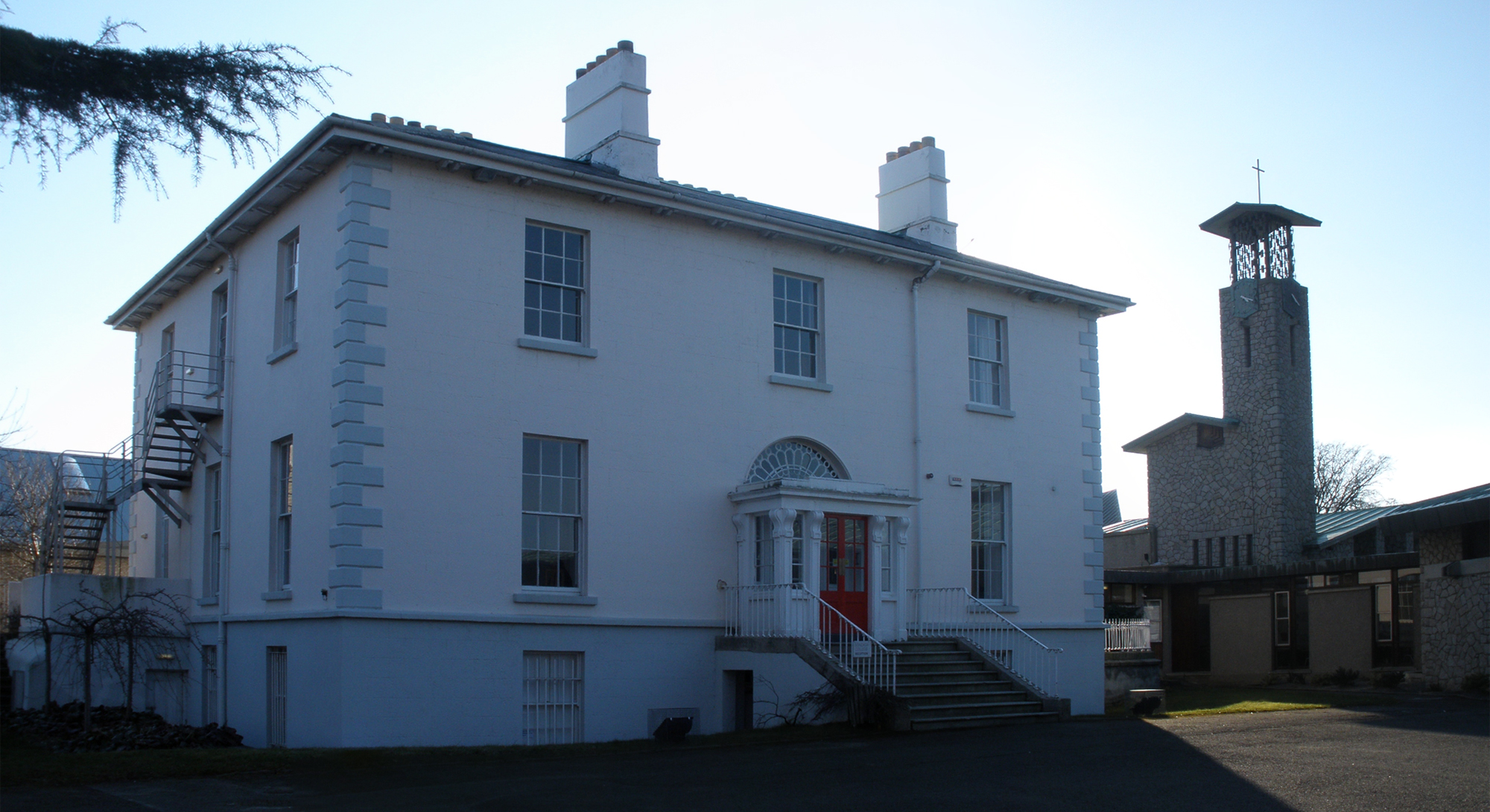
Maison Saint-Joseph (salles de classe et bloc administratif) et tour de l'horloge.

Le sport principal sur lequel excelle Gonzaga est le rugby à XV, mais de nombreux autres sports tels que le hurling, le tennis, le golf, le cricket, le badminton et l'athlétisme sont également pratiqués au sein de l'école.
Les équipes de la Junior Cup Rugby de 1989, 2003 et 2006 ont atteint la finale de la Leinster Schools Junior Cup. L'équipe de la coupe senior (SCT) a atteint trois demi-finales et deux finales. Le SCT de 2019 a atteint la finale de la Senior Cup pour la première fois de l'histoire du collège, perdant face au Saint Michael's College. Ils ont cependant remporté la Senior League (pour les écoles de rang intermédiaire) à plusieurs reprises. L'école a produit un petit nombre de joueurs de rugby professionnels et sept internationaux irlandais : Tony Ensor, John Cooney, Barry Bresnihan (en) (qui a ensuite intégré les Lions britanniques et irlandais), Padraig Kenny, Kevin McLaughlin (en), Dominic Ryan, Matt Healy et Conor McKeon.
L'équipe de golf de l'école a remporté les titres du Leinster en 1999 et 2006. Auparavant, l'équipe avait atteint les demi-finales de la coupe junior. En 2010, l'équipe senior a remporté le concours Matchplay senior des écoles du Leinster, battant le Blackrock College 3½ à 1½. Ils ont remporté le championnat de golf All-Ireland en avril 2010.
Les sports gaéliques n'étaient pas pratiqués par le passé au sein du Gonzaga College mais, ces dernières années, une équipe de l'établissement s'est inscrite dans un blitz de football gaélique impliquant d'autres écoles de rugby. Le hurling a également été introduit ces dernières années.
L'école est parfois représentée par une équipe de football lors de matchs amicaux, mais le football associatif n'est pas un sport officiel de l'école.
Les principaux sports pratiqués au collège pendant le trimestre d'été sont le tennis sur gazon et le cricket. Gonzaga a une forte tradition de tennis, produisant plusieurs des meilleurs joueurs de tennis irlandais, dont Barry King (en), Seán Molloy et Jerry Sheehan. Le collège a également produit trois internationaux de cricket, le dernier étant le quilleur George Dockrell (en), ainsi que des internationaux irlandais en bridge, boulingrin et escrime.

## Échecs
L'école a pour tradition d'avoir de solides équipes d'échecs qui ont remporté de nombreux championnats du Leinster et nationaux. En 2012, 2013 et 2014, ils ont été champions du Leinster et de toute l'Irlande en catégorie mineur, junior et senior - un balayage sans précédent des écoles d'échecs irlandaises. Parmi les nombreux succès des équipes d'échecs du Gonzaga College, le plus remarquable a été de remporter le prestigieux Millfield International Chess Tournament en Angleterre en 1992, 1999, 2014, 2015, 2016, 2017, 2018 et 2019, tout en remportant également le Eton College Rapidplay en 2016. les joueurs se sont appuyés sur leurs expériences au collège. Après avoir obtenu leur diplôme, ils ont continué à connaître un plus grand succès, notamment les maîtres internationaux Sam Collins (en) et Mark Quinn.
Le Gonzaga Chess Club, qui comprend des élèves et des adultes, participe aux ligues de la Leinster Chess Union. Le club a connu un grand succès ces dernières années, remportant la première division Armstrong Cup (en) 2015, 2016, 2017, 2018 et 2019.

## Bâtiments
Initialement, l'école se composait des trois bâtiments Bewley sur le site, le premier étant utilisé pour l'école, le deuxième comme résidence jésuite et le troisième comme salle à manger, vestiaires, laboratoires scientifiques, etc. Dans les années 1950, l'architecte Andrew Devane, du cabinet Robinson Keefe Devane Architects, a préparé un plan directeur avec une salle d'école entre les deux maisons principales et des ailes de classe s'étendant jusqu'aux deux maisons principales. Le plan directeur comprenait une chapelle devant le hall et l'entrée principale. Au cours des années 1950, l'aile de la salle de classe reliée à la maison de l'école est construite avec le hall et l'entrée principale. Dans les années 1960, la chapelle est construite. Dans les années 1980, une aile supplémentaire de salles de classe est à son tour construite. 
Le projet de rénovation de l'école s'est terminé à temps pour l'année scolaire 2009-2010. La première étape est une rénovation complète des installations scientifiques, tandis que la deuxième étape a presque doublé la surface au sol de l'école avec des nouveaux bâtiments. L'extension comprend la nouvelle salle à manger Purdy, le nouveau théâtre Coulson, un vestiaire de gymnase et des salles de classe. L'ancienne salle de l'école a été entièrement rénovée en une bibliothèque moderne nommée Sutherland Library avec des salles de réunion et des installations d'étude. En 2019-2020, il existe des plans provisoires pour un développement majeur de la section la plus ancienne de l'école.

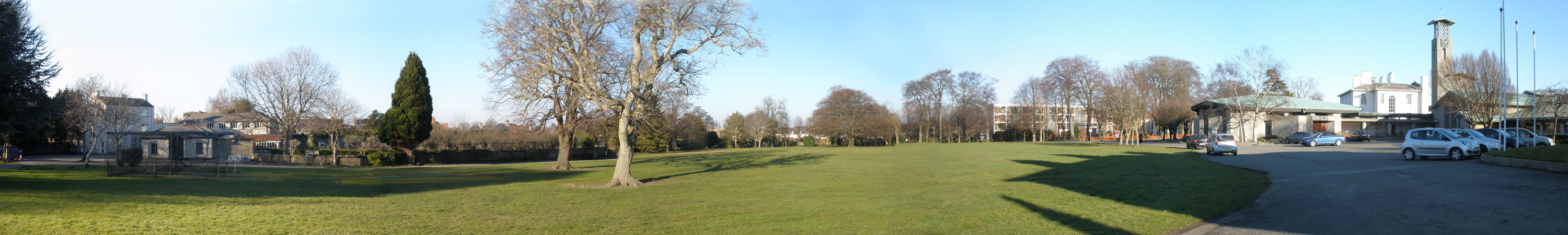
Vue panoramique du campus de l'école.

## Personnalités

### Milieu universitaire
- Anthony Clare (en) — psychiatre et diffuseur radio[16]
- Peter Clinch — Professeur Jean Monnet de politique européenne à l'University College Dublin et conseiller économique de l'ancien Taoiseach Brian Cowen[17]
- George K. Miley (en) — Professeur d'astronomie à la Leiden University[18]

### Arts et médias
- Finghin Collins — pianiste de concert[19]
- Conor Deasy (en) — chanteur-leader du groupe The Thrills[20]
- Paul Durcan (en) — poète[21]
- Aidan Mathews (en) — poète, dramaturge, romancier[22]
- Redmond Morris, 4e Baron Killanin — producteur de film[23]
- Andrew Scott — acteur[24]
- Ronan Sheehan (en) — romancier, nouvelliste, essayiste et ancien avocat du droit d'auteur[25]
- Hugh Tinney (en) — pianiste de concert[26]

### Droit
- Paul Carney (en) — juge de la Haute Cour de justice irlandaise (en)[27]
- Kevin Feeney (en) — juge de la Haute Cour de justice irlandaise[28]
- Charles Lysaght (en) — avocat et rédacteur nécrologique[29]

### Politique et diplomatie
- Patrick Costello (en) — Teachta Dála du Green Party[30]
- Ciarán Cuffe — Green Party Député européen, ancien Teachta Dála et ministre d'État à l'Horticulture, aux Voyages durables, à l'Aménagement du territoire et au Patrimoine[31]
- Jim O'Callaghan — Teachta Dála du Fianna Fail[32]
- Eamon Ryan — Green Party TD et Ministre des communications, de l'énergie et des ressources naturelles[33]
- Ossian Smyth — Green Party TD et ministre d'État chargé des marchés publics et de l'administration en ligne[34]
- Peter Sutherland — Commissaire européen[35] ancien directeur général de l'Organisation mondiale du commerce, ancien procureur général d'Irlande, ancien président de BP et président de Goldman Sachs.

### Sports
- Barry Bresnihan (en) — ancien joueur de rugby international irlandais, membre des Lions britanniques et irlandais et médecin renommé[36]
- Vivian Candy - ancien pilote automobile[37]
- Sam Collins (en) — Maître international d'échecs[38]
- Tony Ensor — joueur de rugby international irlandais[39]
- Matt Healy - joueur du Connacht Rugby et del'équipe d'Irlande international[40]
- Osgar O'Hoisin - joueur de tennis irlandais de Coupe Davis
- Mark Dowling - joueur de tennis irlandais
- George Dockrell (en) - joueur de l'équipe d'Irlande de cricket.